# Задельское (Львовская область)
Задельское (укр. Задільське) — село в Козёвской сельской общине Стрыйского района Львовской области Украины.
Население по переписи 2001 года составляло 662 человека. Занимает площадь 2,65 км². Почтовый индекс — 82620. Телефонный код — 3251.

## Достопримечательности
Между сёлами Задельское и Красное, при юго-западных склонах хребта Довжки Сколевских Бескид 
создано в 1984 году заповедное урочище Сигла.